# Kwartet ProForma
Kwartet ProForma – polski zespół wykonujący muzykę z nurtu piosenki autorskiej, założony w 2001 roku w Poznaniu. Wbrew nazwie w jego skład wchodzi pięciu muzyków: Piotr (gitara) i Przemysław Lembiczowie (gitara, śpiew), Wojciech Strzelecki (gitara basowa, śpiew), Marek Wawrzyniak (perkusja, instrumenty perkusyjne) oraz Marcin Żmuda (instrumenty klawiszowe, śpiew).
W repertuarze zespołu znajdują się utwory Jacka Kaczmarskiego, Przemysława Gintrowskiego, Stanisława Staszewskiego, Georges’a Brassensa, Nicka Cave’a i Toma Waitsa. Obecnie zespół koncentruje się przede wszystkim na własnych piosenkach.
W marcu 2012 zespół rozpoczął współpracę z Kazikiem Staszewskim, z którym wykonuje piosenki z jego dotychczas solowego repertuaru oraz utwory Stanisława Staszewskiego. W ramach tej współpracy wydany został w 2015 roku dwupłytowy album Wiwisekcja. 19 maja 2017 roku wydano pierwszy w pełni studyjny album nagrany wspólnie z Kazikiem Staszewskim „Tata Kazika kontra Hedora”. Płyta zawiera 16 utworów do tekstów Stanisława Staszewskiego. Za muzykę odpowiada Kwartet ProForma.

## Dyskografia
Albumy
| Biały dwór                                        | - Data: 2008 - Wydawca: wydanie własne                | –  |
| Metamorfozy Sentymentalne Live                    | - Data: 2014 - Wydawca: wydanie własne                | –  |
| Wiwisekcja (oraz Kazik Staszewski)                | - Data: 27 marca 2015 - Wydawca: S.P. Records         | 11 |
| Na końcu świta                                    | - Data: 9 października 2015 - Wydawca: Moabit Records | –  |
| Tata Kazika kontra Hedora (oraz Kazik Staszewski) | - Data: 19 maja 2017 - Wydawca: S.P. Records          | 3  |
| „–” album nie był notowany.                       |                                                       |    |

Single
| Tytuł                  | Rok  | Album          |
| ---------------------- | ---- | -------------- |
| Śmierć nie jest końcem | 2014 | Na końcu świta |

Notowane utwory
| Kalifat (oraz Kazik Staszewski)              | 2015 | 13 | –  | 1 | Wiwisekcja                |
| Gorzki płacz (oraz Kazik Staszewski)         | 2015 | 25 | –  | – | Wiwisekcja                |
| Nie Dali Ojce (oraz Kazik Staszewski)        | 2017 | 13 | –  | – | Tata Kazika kontra Hedora |
| Ta droga była daleka (oraz Kazik Staszewski) | 2017 | 2  | 11 | – | Tata Kazika kontra Hedora |
| Most (oraz Kazik Staszewski)                 | 2017 | 1  | –  | – | Tata Kazika kontra Hedora |
| Gdybym miał kogoś (oraz Kazik Staszewski)    | 2018 | 1  | 21 | – | Tata Kazika kontra Hedora |
| „–” utwór nie był notowany.                  |      |    |    |   |                           |

Kompilacje różnych wykonawców
| Album                | Rok  | Utwór | Źródło |
| -------------------- | ---- | --- | ------ |
| 42x Jacek Kaczmarski | 2010 | Wykopaliska, Szturm, Powódź, Wariacje dla Grażynki, Requiem rozbiorowe, Serwus, OchTyVita! i Dance Macabre | [ 12 ] |

## Teledyski
| Tytuł                                        | Rok  | Reżyseria         | Album                     | Źródło |
| -------------------------------------------- | ---- | ----------------- | ------------------------- | ------ |
| Gwiazda szeryfa (oraz Kazik Staszewski)      | 2014 | Mikołaj Świderski | Wiwisekcja                | [ 13 ] |
| Gorzki płacz (oraz Kazik Staszewski)         | 2015 | Misiek Ślusarski  | Wiwisekcja                | [ 14 ] |
| Ta droga była daleka (oraz Kazik Staszewski) | 2017 | Sławek Pietrzak   | Tata Kazika kontra Hedora | [ 15 ] |
| Most (oraz Kazik Staszewski)                 | 2017 | Łukasz Jedynasty  | Tata Kazika kontra Hedora | [ 16 ] |
| Nie dali ojce (oraz Kazik Staszewski)        | 2017 | Mikołaj Świderski | Tata Kazika kontra Hedora | [ 17 ] |
| Gdybym miał kogoś (oraz Kazik Staszewski)    | 2018 | Arek Szymański    | Tata Kazika kontra Hedora | [ 18 ] |